# Kobbholmfjorden
Kobbholmfjorden (nordsamisk: Vuorkelvuotna) er en fjordarm af Varangerfjorden i Sør-Varanger kommune i Troms og Finnmark fylke i Norge. Bortset fra Varangerfjorden er dette den østligste fjord i Norge. Fjorden går 4,5 kilometer mod sydvest til Stasjonsberget i enden af fjorden.
Fjorden har indløb mellem Heikenset i vest og Skjergardsneset ved Grense Jakobselv i øst. Lige ved indløbet til fjorden ligger Oscar IIs kapell på østsiden. Der ligger flere holme i den ydre del af fjorden, som Ytre, Midtre, Indre Kobbholmen og Flatskjeret.